# تقارن سی
در دانش فیزیک، تقارن سی به معنی تقارن قوانین فیزیکی تحت یک انتقال بار-مزدوج گفته می‌شود. الکترومغناطیس، گرانش و نیروی قوی تقارن سی را رعایت می‌کنند اما نیروی هسته‌ای ضعیف تقارن سی را نقض می‌کند.

## معکوس‌پذیری بار در الکترومغناطیس
قوانین الکترومغناطیس (چه کلاسیک چه کوانتومی) تحت این تبدیلات ناوردا هستند: اگر هر بار q را با q- عوض کنیم و از این طریق جهت میدانهای الکتریکی و مغناطیسی را معکوس کنیم، در دینامیک سیستم تغییری ایجاد نمی‌شود. به ربان نظریه میدان کوانتومی، تبدیلات مزدوج‌سازی بار: 
1. {\displaystyle \psi \rightarrow -i({\bar {\psi }}\gamma ^{0}\gamma ^{2})^{T}}
2. {\displaystyle {\bar {\psi }}\rightarrow -i(\gamma ^{0}\gamma ^{2}\psi )^{T}}
3. {\displaystyle A^{\mu }\rightarrow -A^{\mu }}

توجه داشته باشید که این تبدیلات، دست‌سانی ذرات را تغییر نمی‌دهند و یک نوترینوی چپ‌دست تحت یک تبدیل بار-مزدوج به یک پادنوترینوی چپ‌دست تبدیل می‌شود که برهمکنشی با مدل استاندارد ندارد. این همان ویژگی است که در برهمکنشهای هسته‌ای ضعیف از آن با نام نقض ماکسیمال تقارن سی یاد می‌شود.